# 監督不行届
『監督不行届』（かんとくふゆきとどき）は、安野モヨコのエッセイ漫画。『フィールヤング』に2002年4月から2004年12月まで間不定期に掲載され、2005年に単行本化された。

## 概要
作者本人と夫・庵野秀明との結婚生活を描いた初のエッセイコミック（ただし、事実からはある程度の脚色がなされている）。単行本化の際には、『フィールヤング』掲載分に加えて描き下ろしの番外編、庵野のコメントや詳しい作中のオタク用語解説がついている。
オタクである、カントクくん（庵野秀明）に振り回される作者の日常が中心。しかし、作者も少しずつカントクくんに感化され、オタ嫁になっていく。
単行本にまとめられ後も、安野のTwitterアカウント上で「ミニ・監督不行届」と題されたヒトコマまんが画像などが時おり「掲載」されたり番外編が様々な媒体に掲載されている。これらをまとめた単行本が2023年11月に『還暦不行届』のタイトルで刊行された。

## 登場人物
人物名の「声」は後述するアニメ版のキャスト。なお、このキャスティングは庵野の鶴の一声で即決されたという。
カントクくん
声 - 山寺宏一
夫・庵野秀明。日本の「オタク四天王」の一人と作品中で称される。スウェットを愛用。肉と魚が食べられない偏食家。結婚当初は一般的な生活にまるで関心を抱かず、スナック菓子が主食で肥満体な上、何日も風呂に入らないという始末だった。しかしその後はダイエットなど改善を促され、少しずつ（特に外見的にはかなり）ましになっていく。子供っぽく無邪気な言動が多い。あまりのオタクっぷりに何かとロンパースを振り回すも、その実とても愛妻家である。
ロンパース
声 - 林原めぐみ
作者・安野モヨコ。夫からは「モヨ」と呼ばれる。オタク道を貫徹するカントクくんに色々突っ込みながらも、実は彼女も潜在的なオタク。結婚生活の中でその本性が徐々に明らかになり、立派な「オタ嫁」に変貌していく。強気な面が目立つが、夫に冷たくしたことをすぐ反省してしまうなど根は繊細な様子。他の作品同様、ロンパースを身に着けた赤ん坊の外見で描かれている。

## テレビアニメ
2014年4月より7月までテレビ東京『あにむす!』内にてショートアニメとして放送。また、AT-Xでは単独番組として放送された。
2014年2月14日に行われたディー・エル・イー（DLE）の『秘密結社 鷹の爪』関連イベント『史上最大の吉田のお誕生日会 〜鷹の爪7（なな）ポロリもあるよ〜』に出席したFROGMANから本作のアニメ化が公表され、同時にティーザーサイトが開設。同年3月15日放送のTBSラジオ『林原めぐみのTokyo Boogie Night』にて詳細が公表され、3月17日に公式サイトが開設された。
原作を（それなりに）忠実にアニメ化した本編と、2014年現在のカントクくん&ロンパースの日常を少し描くオマケ「監督不行届2014」の2パートから構成されている（第1話では、本アニメの打ち合わせでFROGMANが自分の作るアニメをフザけてるとカントクくんに一喝されるのではと内心ビビっていたら、「『鷹の爪』の吉田くんとか好きですヨ」と言われて緊張がドッと解け、吉田くんの声を出しておどけた様子が描かれた）。
テレビ放送から1週間後には、DLEのYouTube公式サイトにて一般公開されている。
書き下ろしを加えた原作単行本を特典としたDVD-BOXが、2014年11月22日に発売。

### スタッフ
- 原作 - 監督不行届（安野モヨコ/祥伝社刊）
- 監督 - 谷東
- プロデューサー - 河合秀典、大橋隆昭
- 作画監督 - 山脇光太郎
- 背景 - 白佐木和馬
- グラフィックデザイン - 小林浩康
- 音響監督 - はたしょう二
- 音楽 - 須藤雄毅
- 編集 - 小枝繁之
- ハイパーメディアエグゼクティブディレクター - FROGMAN
- アニメーション制作 - DLE
- 製作 - 監督不行届製作委員会（ディー・エル・イー、グラウンドワークス、コルク、エー・ティー・エックス）

### 主題歌
過去の特撮・アニメのテーマソングをカバーした曲を、週代わりで送る。
エンディングテーマ
「帰ってきたウルトラマン」（第壱話）
作詞 - 東京一 / 作曲 - すぎやまこういち / 編曲 - 川崎里実 / 歌 - A応P
「オリンポスのポロン」（第弐話）
作詞・作曲 - 山本正之 / 編曲 - 川崎里実 / 歌 - A応P
「太陽戦隊サンバルカン」（第参話）
作詞 - 山川啓介 / 作曲 - 渡辺宙明 / 編曲 - 川崎里実 / 歌 - A応P
「青い地球」（第四話）
作詞 - 橋本淳 / 作曲 - 平尾昌晃 / 編曲 - 川崎里実 / 歌 - A応P
「ほんとのキスをお返しに」（第伍話）
作詞 - 冬杜花代子 / 作曲 - 古本鉄也 / 編曲 - 川崎里実 / 歌 - A応P
「きこえるかしら」（第六話）
作詞 - 岸田衿子 / 作曲 - 三善晃 / 編曲 - 川崎里実 / 歌 - A応P
「マッハバロン」（第七話）
作詞 - 阿久悠 / 作曲 - 井上忠夫 / 編曲 - 川崎里実 / 歌 - A応P
「ゲッターロボ!」（第八話）
作詞 - 永井豪 / 作曲 - 菊池俊輔 / 編曲 - 川崎里実 / 歌 - A応P
「戦え!ウルトラマン」（第九話）
作詞 - 東京一 / 作曲 - すぎやまこういち / 編曲 - 川崎里実 / 歌 - A応P
「愛の金字塔」（第拾話）
作詞 - 三浦徳子 / 作曲 - 小田裕一郎 / 編曲 - 川崎里実 / 歌 - A応P
「銀河旋風ブライガー」（第拾壱話）
作詞・作曲 - 山本正之 / 編曲 - 川崎里実 / 歌 - A応P
「ミミちゃんとパンダコパンダ」（第拾弐話）
作詞 - 真田巌 / 作曲 - 佐藤允彦 / 編曲 - 川崎里実 / 歌 - A応P
「宇宙戦艦ヤマト」（最終話）
作詞 - 阿久悠 / 作曲 - 宮川泰 / 編曲 - 川崎里実 / 歌 - A応P

### 各話リスト
| 話数                | サブタイトル                                                                        | 作画                                                               | エンドカード | 監督不行届2014 ナレーション |
| ------------------- | ----------------------------------------------------------------------------------- | ------------------------------------------------------------------ | ------------ | --------------------------- |
| 第壱話 EPISODE:1    | 花園タックル Hanazono Tackle                                                        | 鈴木隆輔、高道真樹子 藤岡早苗、柿本直子                            | ハグキ       | -                           |
| 第弐話 EPISODE:2    | ひとり ひとり Alone and Lonely                                                      | 鈴木隆輔、高道真樹子 藤岡早苗、宮川珠美、柿木直子                  | 堀江貴文     | -                           |
| 第参話 EPISODE:3    | 1ガンプラ=300円 1 GUNPLA for 300yen                                                 | 鈴木隆輔、佐藤充夫 内山翠、藤岡早苗 宮川珠美、柿木直子             | 緒方恵美     | -                           |
| 第四話 EPISODE:4    | 小笠原流 The Ogasawara Style                                                        | 鈴木隆輔、高道真樹子 内山翠、藤岡早苗 宮川珠美、宮崎麻美、柿木直子 | 桜 稲垣早希  | -                           |
| 第伍話 EPISODE:5    | 熱さまシート Be KOOOL                                                               | 高道真樹子、内山翠 藤岡早苗、宮川珠美 宮崎麻美、柿木直子           | ハライチ     | -                           |
| 第六話 EPISODE:6    | ビスケットはありますか Are there any biscuits?                                      | 鈴木隆輔、高道真樹子 内山翠、宮川珠美 宮崎麻美、柿木直子           | アンガールズ | -                           |
| 第七話 EPISODE:7    | バトルジャパーンウォー!!!!!! BATTLE JAPAN WHOO!!!!!!                                | 鈴木隆輔、内山翠 高道麻樹子、宮川珠美 柿木直子                     | 吉田戦車     | -                           |
| 第八話 EPISODE:8    | 「なんか」じゃねえ Don't say that                                                   | 鈴木隆輔、内山翠 高道麻樹子、藤岡早苗 柿木直子                     | 漫☆画太郎    | -                           |
| 第九話 EPISODE:9    | ウルトラマンになった男 A man who became Ultraman                                    | 鈴木隆輔、高道麻樹子 宮川珠美、宮崎麻美 柿木直子、内藤江美         | 西田健       | -                           |
| 第拾話 EPISODE:10   | エコロジーです It's eco-friendly                                                    | 鈴木隆輔、内山翠 宮川珠美、宮崎麻美 柿木直子                       | 島本和彦     | -                           |
| 第拾壱話 EPISODE:11 | おフロに入らなければ入らないほどやさしくなれる The less I bathe, the kinder I get   | 鈴木隆輔、内山翠 藤岡早苗、宮川珠美 宮崎麻美、柿木直子             | 諸星大二郎   | 三石琴乃                    |
| 第拾弐話 EPISODE:12 | この乙女野郎 You PRINCECESS                                                         | 鈴木隆輔、内山翠 高道麻樹子、藤岡早苗 宮川珠美、宮崎麻美 柿木直子  | FROGMAN      | 緒方恵美                    |
| 最終話 EPISODE:13   | 愛とオタクの道の向こうに見えるもの On the other side of the Journey of Love & otaku | 内山翠、高道麻樹子 宮川珠美、宮崎麻美 柿木直子                     | 松本零士     | 三石琴乃 緒方恵美           |

### 使用用語
これらの用語はエンドロールや公式サイトにて解説文を掲載している。
第壱話
1. レッツ・ゴー・サザエさん
2. タイムスリップグリコ
3. 鉄人28号
4. チンパン探偵ムッシュバラバラ
5. 仮面ライダー
6. 同人誌
7. イデオン（伝説巨神イデオン）
8. ミラーマン
9. ブッコロス
10. パンコパ
11. 宇宙戦艦ヤマト
12. 諸星大二郎

第弐話
1. ゼンダマン
2. ムスカ
3. 手塚治虫
4. ガンダムをちょびっと全巻
5. スペクトルマン
6. 「お、お母さん」激動の昭和史 沖縄決戦
7. コブラ男
8. 「ライダーキッ!!」
9. 猿島
10. おちゃめ神物語コロコロポロン

第参話
1. レインボーマン
2. 食玩
3. ジェットジャガー
4. タイム・メカブトン
5. 島本和彦
6. ガンプラ
7. 仮面ライダーフィギュアコレクション
8. ウルトラブレスレット
9. スマーティ

第四話
1. FEEL YOUNG
2. カントクくんの好き嫌い
3. いつもピザを注文してくれる制作の人
4. キャノンデール
5. 「仮面ライダー旧一号に変身!」
6. ED曲「青い地球」
7. （特別企画）安野モヨコ・インタビュー

第伍話
1. 熱さまシート
2. ハウス劇場の主人公みたいに「やさしい」
3. フランダースの犬
4. ED曲「ほんとのキスをお返しに」

第六話
1. 忍風戦隊ハリケンジャー
2. 百獣戦隊ガオレンジャー
3. 爆竜戦隊アバレンジャー
4. 足かけ3年
5. 戦えナム
6. 教祖タカハシ
7. ああ なんてステキなのマシュウ!
8. ED曲 「きこえるかしら」

第七話
1. ドライブ
2. 東映特撮II
3. 1枚に80分アニソンが入ったCD
4. バトルフィーバーJ
5. 「アバアバアバアバレンジャー」
6. 「合身GO」
7. ソルジャー・イン・ザ・スペース
8. 科学忍者隊ガッチャマン
9. ED曲「マッハバロン」

第八話
1. 「この物語は…」
2. 変身ポーズ
3. 仮面ライダーファイズのベルト
4. ロミオの青い空
5. 超少女明日香
6. ED曲「ゲッターロボ!」

第九話
1. 私がウルトラマンだった頃
2. 自主制作映画
3. ウルトラアイ
4. 帰ってきたウルトラマン
5. MAT
6. 岸田隊員
7. 戦え!ウルトラマン

第拾話
1. 番組タイトル
2. 明朝体フォント
3. 一ヶ月ぐらい風呂に入らなくても…
4. アパートの風呂は壊れて…
5. 首タオル
6. くつ下も取り替えるように…
7. 夫婦は似てくると申します

第拾壱話
1. 三つ並んだ仮面ライダーのフィギュア
2. 銀河疾風サスライガー/銀河旋風ブライガー
3. ザブングル
4. ブルメ
5. ゴッドマーズ
6. マーグ
7. ガルマ
8. 「若さゆえのあやまち」
9. 「科学忍者隊ガッチャマン」の切手

第拾弐話
1. 乙と庚
2. 555のベルト
3. ED曲「ミミちゃんとパンダコパンダ」

最終話
1. 「…まことに遺憾であります」
2. おたくのアイデンティティ
3. オタク
4. Flashアニメ

### 放送局
| 放送地域       | 放送局         | 放送期間              | 放送日時                     | 放送系列       | 備考                  |
| -------------- | -------------- | --------------------- | ---------------------------- | -------------- | --------------------- |
| 関東広域圏     | テレビ東京     | 2014年4月4日 - 7月4日 | 金曜 2:05 - 2:35（木曜深夜） | テレビ東京系列 | 『あにむす!』内で放映 |
| 日本全域       | AT-X           | 2014年4月4日 - 7月4日 | 金曜 22:25 - 22:30           | CS放送         | 製作委員会参加        |
| 北海道         | テレビ北海道   | 2014年4月16日 -       | 水曜 1:05 - 1:35（火曜深夜） | テレビ東京系列 | 『あにむす!』内で放映 |
| 岡山県・香川県 | テレビせとうち | 2014年4月16日 -       | 水曜 1:05 - 1:35（火曜深夜） | テレビ東京系列 | 『あにむす!』内で放映 |

## おおきなカブ（株）
株式会社カラー創業10周年記念作品『よい子のれきしアニメ おおきなカブ（株）』
テレビアニメとは別に、2016年には庵野が社長を務めるアニメ制作会社・スタジオカラーが開催する「株式会社カラー10周年記念展」（同年11月にラフォーレミュージアム原宿で開催）で、本作の番外編「おおきなカブ（株）」が同社によってアニメ化されて限定公開された。2017年7月、アニメ版がカラー公式YouYubeチャンネルで、原作漫画「よい子のれきしえほん おおきなカブ（株）」が安野の公式サイトにて無料公開された。
スタッフ
- 原作・脚本・キャラクターデザイン - 安野モヨコ
- 画コンテ・監督 - 小林浩康
- アニメーションキャラクターデザイン・作画監督 - 宇佐美萌
- アートディレクター - コヤマシゲト
- CGI - スタジオカラーデジタル部
- CGI作画監督 - 松井祐亮
- CGI監督 - 小林学
- 撮影監督 - 平林奈々恵
- 編集 - 小林浩康、庵野秀明
- 音楽 - 鷺巣詩郎
- 音響監督 - 山田陽
- 音響制作 - サウンドチーム・ドンファン
- 効果 - 野口透（アニメサウンド）
- アニメーション制作 - スタジオカラー

エンディングテーマ「That's the way love goes」
作詞 - Nicholas St-Victor Brown、鷺巣詩郎 / 作曲 - 鷺巣詩郎 / 編曲 - Nicholas St-Victor Brown、鷺巣詩郎 / 歌 - 鷺巣詩郎 featuring Jerome “Jerry” Brown